# Station Dave-Nord
Station Dave-Nord is een voormalig spoorwegstation langs spoorlijn 154 in Dave, een deelgemeente van de stad Namen.
Het station stond bekend als Dave-Nord, gezien het op de door de Nord-Belge geëxploiteerde lijn was gelegen, in tegenstelling met het op de lijn van de Staatsspoorwegen gelegen station Dave-État.

## Aantal instappende reizigers
De grafiek en tabel geven het gemiddeld aantal instappende reizigers weer op een week-, zater- en zondag.
| Tabel: aantal instappende reizigers station Dave-Nord | Tabel: aantal instappende reizigers station Dave-Nord | Tabel: aantal instappende reizigers station Dave-Nord | Tabel: aantal instappende reizigers station Dave-Nord |
|                                                       | Weekdag                                               | Zaterdag                                              | Zondag                                                |
| ----------------------------------------------------- | ----------------------------------------------------- | ----------------------------------------------------- | ----------------------------------------------------- |
| 1977                                                  | 63                                                    | 32                                                    | 37                                                    |
| 1978                                                  | 71                                                    | 37                                                    | 31                                                    |
| 1979                                                  | 47                                                    | 12                                                    | 15                                                    |
| 1980                                                  | 64                                                    | 39                                                    | 23                                                    |
| 1981                                                  | 62                                                    | 31                                                    | 50                                                    |
| 1982                                                  | 65                                                    | 21                                                    | 35                                                    |
| 1983                                                  | 67                                                    | 20                                                    | 20                                                    |

Beez ·
Dave-Nord ·
Dave-Saint-Martin ·
Faubourg-Saint-Nicolas ·
Flawinne ·
Jambes ·
Jambes-Est ·
Marche-les-Dames ·
Namen ·
Naninne ·
Ronet ·
Velaine
0,0: Namen ·
3,0: Jambes ·
4,8: Velaine ·
7,6: Dave-Nord ·
10,8: Tailfer ·
12,8: Profondeville ·
14,0: Lustin ·
17,0: Godinne ·
20,1: Yvoir ·
21,8: Houx ·
25,8: Bouvignes-sur-Meuse ·
28,0: Dinant ·
29,5: Neffe ·
36,4: Waulsort ·
36,4: Waulsort-Dorp ·
41,8: Hastière ·
44,2: Hermeton-sur-Meuse ·
46,1: Heer-Agimont